# William Francis Mackey
Pour les articles homonymes, voir Mackey.
William Francis Mackey est un professeur et linguiste canadien, né à Winnipeg au Manitoba le 26 janvier 1918 et mort à Québec le 14 mars 2015 à 97 ans. 

## Biographie
Il a obtenu un baccalauréat ès arts de l'Université du Manitoba (1940), une maîtrise ès arts de la Faculté des lettres de l'Université Laval (1942) et une maîtrise en linguistique et philologie de l'Université Harvard (1948). Finalement, il est titulaire d'un doctorat ès lettres de l'Université de Genève (1965).
À partir de 1950, Mackey est invité sur tous les continents en tant qu'expert international des questions de didactique des langues et de bilinguisme. Il est professeur invité aux universités de Londres, de Cambridge, de Nice, de Moncton, du Texas, de Californie et de la Colombie-Britannique. 

## Distinctions
- 1960 - Membre de la Société de linguistique de Paris
- 1977 - Membre de la Société royale du Canada
- 1979 - Membre de l'Académie royale de Belgique
- 1984 - Prix Marcel-Vincent
- 1985 - Membre honoraire à la Linguistic Society of America (en)
- 1986 - Prix Northern Telecom en études canadiennes
- 1995 - Membre honoraire de l'Association canadienne-française pour l'avancement des sciences (ACFAS)
- 1996 - Chevalier de l'Ordre national du Québec
- 2000 - Membre de l'Ordre des francophones d'Amérique